# Franciszek Ksawery Drucki-Lubecki

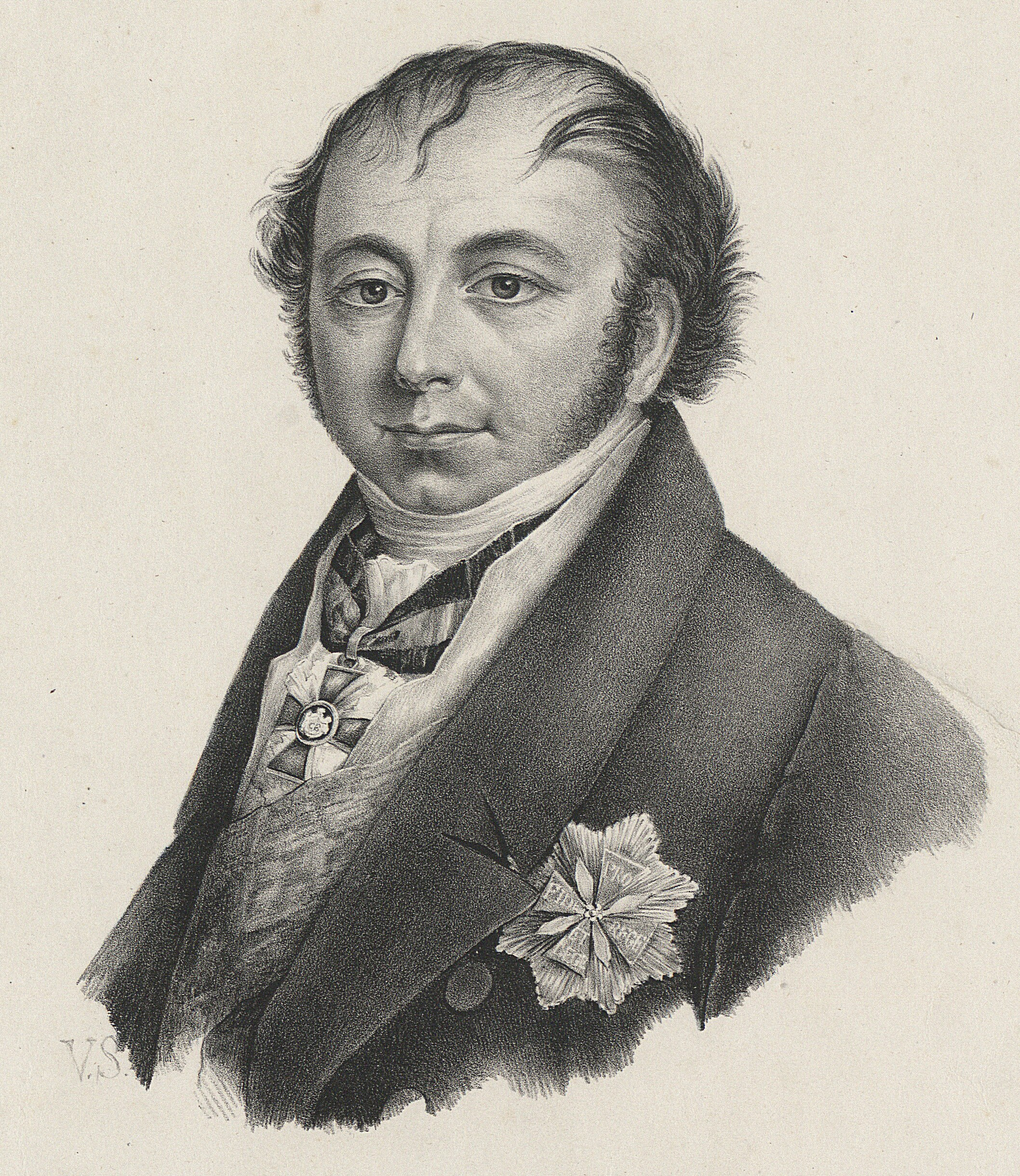
Franciszek Ksawery Drucki-Lubecki

Franciszek Ksawery Drucki-Lubecki (teilw. auch Lubecki-Drucki) (* 4. Januar 1778; † 10. Mai 1846) war ein Staatsmann im russisch besetzten Polen. Er war stets dem jeweiligen Zar treu und trat für eine Verständigung mit Russland ein. Gleichzeitig lehnte er die Beherrschung Polens allein durch Zwangsmittel ab und setzte sich für eine weitgehende Autonomie ein. Mit dem Ausbruch des Novemberaufstandes war diese Politik faktisch gescheitert.

## Familie
Er gehörte der Fürstenfamilie Drucki-Lubecki an, die ursprünglich im heutigen Belarus beheimatet war. Sein Vater war Franciszek Drucki-Lubecki (1741–1802). Die Mutter war Genowefa Olizar (1748–1784). Er heiratete 1814 Maria Scipio del Campo. Aus der Ehe gingen mehrere Kinder hervor.

## Frühe Jahre
Er besuchte die Kadettenschule in St. Petersburg. Zwischen 1797 und 1800 kämpfte er unter Alexander Wassiljewitsch Suworow während der Koalitionskriege in der russischen Armee in Italien und der Schweiz. Danach zog er sich auf seine Besitzungen zurück und war Marschall des Adels in der Provinzverwaltung von Grodno. Dadurch wurde die kaiserliche Regierung auf ihn aufmerksam und er galt mehrfach als aussichtsreicher Kandidat für einen Posten als Provinzgouverneur. Er stand der weit verbreiteten Orientierung Polens an Napoleon ablehnend gegenüber. Stattdessen setzte er auf die Forderung nach einer polnischen Autonomie innerhalb des russischen Reiches. Vergeblich setzte er sich für die Wiederherstellung eines Großherzogtums Litauen innerhalb des russischen Reichsverbandes ein. Während des Russlandfeldzuges Napoleons von 1812 diente Drucki-Lubecki im kaiserlichen Hauptquartier und war für die Beschaffung von Nachschub für die russischen Truppen verantwortlich.
In den Jahren 1813 bis 1815 wurde Drucki-Lubecki Mitglied des provisorischen Staatsrates für das russisch besetzte Herzogtum Warschau. Im Jahr 1816 repräsentierte er das neue Königreich Polen („Kongresspolen“) in erfolgreichen Schuldenverhandlungen mit Österreich und Preußen. Durch diese Tätigkeit erwarb sich Drucki-Lubecki sich einen Ruf als Finanzfachmann.

## Finanzminister Kongresspolens
Im Jahr 1821 ernannte ihn Alexander I. zum Finanzminister des Königreichs. Dieses Amt behielt er bis 1830.
Durch Reformen hat er die katastrophale Finanzlage überwunden und das Staatsbudget ausgeglichen. Dabei scheute er auch nicht vor Konflikten mit hohen russischen Beamten zurück, die seinen Versuch den Staatshaushalt zu sanieren entgegenstanden. Misslungen war sein Versuch für die russische Besetzung Polens in den Jahren 1813 bis 1815 von Russland Reparationen zu erhalten. Er verhandelte mit Preußen und Russland über die Senkung der Zolltarife gegenüber dem Königreich. Ihm gelang es auf Dauer den russischen Wirtschaftsprotektionismus zu beenden. Drucki-Lubecki gründete die polnische Nationalbank und eine Bodenkreditgesellschaft nicht zuletzt zum Ziel der Wirtschaftsförderung. Auch den erzielten Finanzüberschuss des Staatshaushaltes setzte er gezielt zur Förderung der Industrie ein. Er trug so zum Aufschwung von Bergbau, Textil und Montanindustrie bei. Sichtbarer Ausdruck für den Erfolg war der Bau der Zentralbank im Jahr 1828 durch den Architekten Antonio Corazzi. Allerdings führten die Maßnahmen nicht zu einer nachhaltigen industriellen Entwicklung.
Politisch stand er für eine starke Exekutive und die Einhaltung der Verfassung von 1815 war ihm nicht wichtig. Er befürwortete die von den Russen durchgesetzten repressiven Polizeigesetze und er scheute sich nicht den Staatshaushalt am Sejm vorbei durchzusetzen. Als Bewunderer von Joseph II. stand er einer politischen Rolle der katholischen Kirche ablehnend gegenüber. Er blieb stets dem Zaren treu und Nikolaus I. vertraute ihm mehr als jedem anderen Polen. Er setzte sich aber auch für die polnische Autonomie notfalls in Konfrontation mit Großfürst Konstantin, den faktischen Statthalter in Polen, ein.

## Novemberaufstand
Er lehnte den Novemberaufstand von 1830/31 ab, auch wen er Anfangs noch zu vermitteln versuchte. In der Nacht vom 29. auf den 30. November drängte er Großfürst Konstantin vergeblich, den Aufstand niederzuschlagen, solange dieser noch in den Anfängen steckte. Zusammen mit Adam Jerzy Czartoryski beteiligte er sich danach an der Bildung einer provisorischen Regierung mit einer stark konservativen Komponente. Auch unterstützte er Józef Chłopicki bei dessen Versuch eine Diktatur zu etablieren. Am 12. Dezember reiste Drucki-Lubecki zu Verhandlungen nach St. Petersburg. Der Kaiser zeigte sich zu keinen Kompromissen bereit und verlangte die bedingungslose Unterwerfung. Daraufhin drängte Drucki-Lubecki Chłopicki vergeblich dazu den Aufstand zu unterdrücken, um einen Krieg zu vermeiden.
Danach entschied er sich an seiner Loyalität gegenüber dem Zaren festzuhalten und wurde zum russischen Staatsrat ernannt. Nach der Niederschlagung des Aufstandes war er an der Wiederherstellung der russischen Herrschaft beteiligt.